# الجمعة 13: كنيسة السيكوباتية الإلهية
الجمعة 13: كنيسة السيكوباتية الإلهية هي رواية رعب بريطانية صدرت عام 2005 كتبها سكوت إس فيليبس ونشرتها دار بلاك فليم. إنها مرتبطة بسلسلة أفلام الرعب الأمريكية Friday the 13th، وهي الأولى في سلسلة من خمس روايات Friday the 13th التي نشرتها Black Flame وتدور أحداثها حول عملاء الحكومة الذين يدخلون في صراع مع طائفة تعبد القاتل غير الميت جيسون فورهيز..

## القصة
تأجر معسكر كريستال ليك، أرض صيد القاتل الميت جايسون فورهيز، إلى وزارة السفينة السماوية، وهي جماعة مسيحية هامشية يقودها الأب إريك لونغ. حيث اكتشف لونغ جيسون مختبئًا في بحيرة كريستال وخطط لإحيائه، معتقدًا بشكل خادع أن جيسون هو ملاك منتقم يحكم ويقتل الخطاة بأمر الله. تتألف جماعة لونغ من كيلي ميلز، وهي فتاة مضطربة تبلغ من العمر ستة وعشرين عامًا ولديها تاريخ من التعرض للإساءة الجسدية والجنسية، بما في ذلك اغتصابها الجماعي عندما كانت طفلة، وصديقتها ميريديث هوست، وهي مراهقة مثلية الجنس تخفي ميولها الجنسية وتحب كيلي. بعد أيام قليلة من انتقال الوزارة إلى المخيم، قامت مجموعة من عملاء الحكومة بالتواجد في مكان قريب، حيث كلفوهم بتحديد موقع جيسون وقتله. والتر هوب، أحد أعضاء الوحدة الذي يعيش في العار منذ تورطه في غارة على مختبر للميثامفيتامين والتي سارت بشكل خاطئ، مقتنع بأن المهمة هي مطاردة طائر السمان.
يستخدم لونغ الكهرباء لإنعاش جيسون، الذي يقتل العديد من تلاميذ لونغ، حيث يعتبر لونغ الضحايا خطاة يستحقون العقاب المناسب من جيسون. تهرب كيلي من الكنيسة وتطلب المساعدة من المشغلين. يبدأ جيسون في قتل العملاء واحدًا تلو الآخر، بمساعدة لونغ، الذي أمر أتباعه بقتل العملاء. أحد العملاء القتلى هو زعيم المجموعة وأفضل صديق لهوب، جيف تاونسند. ميريديث، التي تشعر بالانزعاج بسبب سلوك لونغ المتزايد الجنون، والتقدم الفاحش من قبل الرجل الثاني في قيادة لونغ، وهو جندي مشاة البحرية المعاق يدعى كيرتس ريكلز، واعتقادها أن ميولها الجنسية كانت السبب وراء قيام جيسون بقتل والديها، تهرب من المخيم بحثًا عن جيسون، ولكن وجدها هوب وكيلي وأعادوها إلى رشدها.
بعد أن رفض لونغ الاستسلام، حاصر العملاء المتبقون معسكر كريستال ليك. ينضم جيسون إلى المعركة، ويقتل المقاتلين من كلا الجانبين؛ أثناء المعركة، يعتدي ريكلز جنسياً على ميريديث ويطلق عليه هوب النار، الذي لا يتمكن من إنقاذ ميريديث من جيسون. في أعقاب ذلك، الوحيدين الذين بقوا على قيد الحياة هم هوب، كيلي، جيسون، ولونغ. بعد أن غاب لونغ عن الصراع بسبب إغمائه بعد هجران زوجاته الثلاث وانخراطه في جلد الذات المحموم، يندد بأتباعه قبل أن يتوسل إلى جيسون لكي "يحكم" عليه؛ يموت وهو يعلن، "احمدوا الله بكل حكمته".
يتسلح هوب بزوج من قاذفات القنابل اليدوية، بينما كيلي، في محاولة لإغراء جيسون بالخروج إلى العراء، تخلع ملابسها وتتجول بين أنقاض معسكر كريستال ليك. يلتقط جيسون الطُعم ويطارد كيلي إلى الكافتيريا، حيث يتعرض لكمين من قبل هوب. أثناء قتالهم، يدفع هوب جيسون إلى الحفرة التي كانت الوزارة تتخلص فيها من الموتى، بما في ذلك تاونسند. يقوم هوب بتفجير جيسون والمقبرة الجماعية، ويستعيد أجزاء جسد جيسون وقناع الهوكي لوضعه في عهدة الحكومة، ويقود السيارة برفقة كيلي.

## النشر
صرح المؤلف سكوت س. فيليبس أنه قضى "وقتًا رائعًا" في كتابة الكتاب وأنه "ترك بمفرده إلى حد كبير" أثناء تأليفه؛ كان المعيار الوحيد الذي أعطاه بلاك فليم ليتبعه هو "جعله مصنفًا للكبار فقط". ومع ذلك، صرح فيليبس أيضًا، "بعد تجربة غير سارة حقًا مع محرر روايتي الجمعة 13: كنيسة السيكوباتية الإلهية، قررت أن أحاول النشر الذاتي، ولم أنظر إلى الوراء أبدًا". لقد "أخطأ" بلاك فليم ولم ينسب الفضل إلى فيليبس بالحرف "S" الذي استخدمه لتجنب الخلط بينه وبين مؤلف آخر يُدعى سكوت فيليبس.
احتفلت فيليبس بإصدار الكتاب بتوقيعه في مكتبة Dark Delicacies في بربانك، كاليفورنيا، في 20 أغسطس 2005.

## الأستقبال
اعتبر نات بريمير من مجلة Wicked Horror أن الرواية "لائقة جدًا" مع فرضية مثيرة للاهتمام وشخصية شريرة "عظيمة" في هيئة الأب إريك لونغ. في مراجعة كتبها لـ Rue Morgue، أشاد جويل هارلي بالكتاب، معتقدًا أنه أضاف "بعدًا جديدًا إلى الامتياز بطريقة لم يكن من الممكن للأفلام أن تمتلكها أبدًا" وكان "أحد أكثر إصدارات الامتياز حيوية وإثارة حتى الآن." أكد بريمير، في مراجعة موسعة كتبها لـ Medium، أن كنيسة السيكوباتية الإلهية كانت "رواية رعب فجة وعنيفة للغاية واستثنائية" على الرغم من كونها "شريرة بشكل مبتهج" مع حس فكاهي "أسود قاتم"، لم تخجل من الموضوعات الجادة والمؤلمة، والتي، في رأي بريمير، ساهمت في كونها الأفضل من بين روايات الجمعة 13 الخمس التي نشرتها بلاك فليم.

## روابط خارجية
- Church of the Divine Psychopath title listing at the Internet Speculative Fiction Database